# 수도원
수도원(修道院)은 수도자가 공동생활을 하면서 수행하는 곳이다. 기독교에서는 생활하는 수도자의 성별에 따라 수도원(修道院)과 수녀원(修女院)등으로 나누어 부르기도 한다.

## 기독교

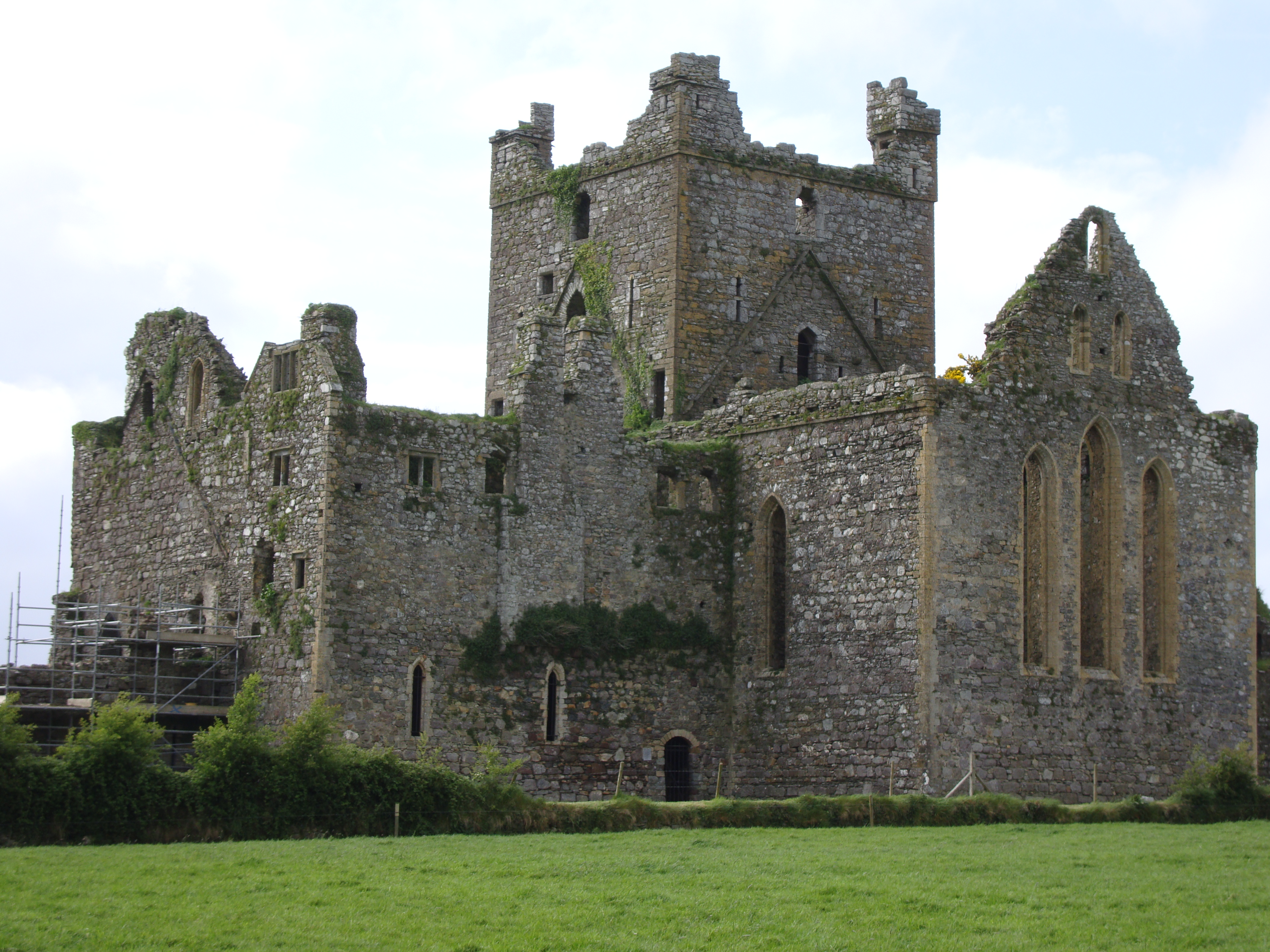
던브로디 수도원

수도원 또는 수녀원은 기독교의 수도사나 수녀들이 생활하는 장소이다. 선거에 의하여 선출된 수도원장의 지도 아래 매일 미사와 성무일도(聖務日禱)를 행하고 또 학문·노동 등을 한다.
중세에 세워진 수도원은 금역(禁域)으로 되어서 수도자와 특정한 사람밖에는 들어갈 수 없는 집회실·객실·응접실·성당 등으로 나뉘고 큰 수도원에서는 구내에 수련원·병실·채원(菜園)·축사(畜舍)에서 묘지까지 일체의 것을 자급자족하게 되어 있다. 원내에서는 하루 종일 또는 일정한 시간은 침묵을 지키게 되어 있다. 중세 수도원에서는 대부분 수도사 양성을 위하여 수도원학교를 경영하였으나 외부의 자제를 입학시켰던 외교(外校)를 가진 수도원도 있었다. "여행자를 환대하라"는 성경 말씀에 따라 순례자들을 유숙시키는 시설을 갖춘 곳도 많다.
근세에 설립된 수도원은 전도관이라고도 일컬어지지 않는것같어지며, 수도자는 외부에 나가 전도·교육·사회사업 등에 종사하고 수도원은 그 활동의 본부와 같은 구실을 하기도 한다.

### 종류
수도원은 수도자들이 일정한 회칙에 아래 공동생활을 하는 집으로, 독립된 수도원도 있으나 보통 수도회에 속하는 경우가 많다. 가톨릭에서는 종신서원(終身誓願) 수도자가 6명 이상인 곳을 정규 수도원으로 인정하며, 성직 수도회인 경우 6명 중 4명 이상이 사제여야 한다.
베네딕도회 수도원은 장상(長上, superior)이 대수도원장(abbas/abbatissa)인 대수도원(abbatia)과 장상이 수도원장(prior)인 수도원(prioratus)으로 나눌 수 있다. 비베네딕도회 수도원과 구분하기 위해 이들을 "수도승원(修道僧院, monasterium)"이라 부르기도 하며, 베네딕도회 수도원 소속 수사(monk)와 수녀(nun)를 다른 수도자(brother)나 수녀(sister)과 구분해 "수도승(修道僧)"이라 부르기도 한다. 베네딕도회 수도원에서는 기도와 노동 등을 포함한 모든 일상이 수도원 내에서 이루어진다.
그 외에, 수도원 밖에서 일상을 보내는 수도자(brother)나 수녀(sister)가 지내는 수도원(prioratus/conventus)에도 수도원장(prior)이 있을 수 있다.

#### 아바티아
아바티아(abbatia)는 흔히 "대수도원"으로 번역되며, "대수도원장"인 아빠스(abbas) 또는 아빠티사(abbatissa)가 장상인 곳으로, 교회법에 근거하여 설립된 자치제 수도원이다. 수사(monk)나 수녀(nun) 등 수도자들로만 구성되는 수도승원(monasterium)의 일종이며, 주교의 재치권 아래 놓이지 않는다. 대수도원 산하에는 수도원을 둘 수 있으며,  수도원장은 대수도원장을 대리한다. 수도원이 대수도원으로 승격되면 자치권을 갖게 된다. 대부분이 베네딕도회 또는 시토회 소속이며, 한국의 대수도원으로는 성 베네딕도회 왜관수도원, 올리베따노성베네딕토회 고성수도원이 있다.

#### 프리오라투스
프리오라투스(prioratus)는 흔히 "수도원"으로 번역되며, 수도원장(prior)이 장상인 곳이다. 베네딕도회 등에 속하는 수도원은 대수도원(abbatia) 산하 수도승원(monasterium)의 일종이며,이러한 수도원의 원장(prior)은 "수도원장"이다.
탁발수도회 소속 수도원에서는 탁발 수사(friar)와 수녀(nun)가 생활하며, 그 외에 의전수도회 소속 수도원도 프리오라투스(prioratus)라 불리는 경우가 있다.

#### 콘벤투스
콘벤투스(conventus)는 사제나 수녀(nun), 또는 수도자(brother)나 수녀(sister)의 공동체이다. 탁발 수사(friar)나 수녀(nun)가 생활하는 곳을 일컫기도 한다.

## 불교
승원(僧院)은 불상을 모시고 불도를 닦으며 교법을 펴는 건물이나 건물 단지이다.

## 같이 보기
- 의도적 공동체
- 수도주의
- 아토스산
- 신 수행주의
- 순례
- 수도회
- 도교
- 토머스 머턴

## 참고 자료
- 이 문서에는 다음커뮤니케이션(현 카카오)에서 GFDL 또는 CC-SA 라이선스로 배포한 글로벌 세계대백과사전의 내용을 기초로 작성된 글이 포함되어 있습니다.